# Giacomo D'Apollonio
Giacomo D'Apollonio (Isernia, 25 aprile 1951) è un politico e generale italiano, sindaco di Isernia dal 2016 al 2021.

## Biografia
Dopo aver conseguito la maturità scientifica ha conseguito la laurea in economia e commercio e una laurea specialistica in Scienze della sicurezza economica e finanziaria. Risulta iscritto all'albo dei dottori commercialisti. Nel 1972 ha intrapreso la carriera nella Guardia di Finanza divenendo prima sottotenente e poi, dopo quaranta anni di attività, generale di brigata.

### Attività politica
Si candida una prima volta come sindaco della propria città per la coalizione di centrodestra nel 2013, ottenendo il 42,95% al primo turno ma venendo superato da Luigi Brasiello del centrosinistra (50,54%). Si è candidato una seconda volta, ma a capo di una coalizione di destra vicina a Fratelli d'Italia e all'ex presidente del Molise Michele Iorio, in occasione delle elezioni amministrative del 2016. In campagna elettorale ha puntato molto sul tema della sicurezza e della lotta alla criminalità organizzata. Al primo turno del 5 giugno ha ottenuto il 25,14% dei voti contro il 19,13% del suo principale sfidante di centro-destra Gabriele Melogli, già sindaco dal 2002 al 2012. Al ballottaggio del 19 giugno viene eletto con il 59,00% dei voti contro il 41 di Melogli. Nel 2021, dopo aver perso il sostegno dell'ex governatore, decide di non ricandidarsi per un secondo mandato.